# Nathan Milstein
Nathan Milstein (Odessa, 31 de dezembro de 1903 jul./ 13 de janeiro de 1904 greg. – Londres, 21 de dezembro de 1992) foi um violinista, considerado um dos melhores virtuosos do século XX e é conhecido pelas suas interpretações de Bach, Paganini, Tchaikovsky, Mendelssohn e Beethoven. Vencedor do Prêmio Grammy em 1975 pela sua interpretação de músicas de Bach.